# Ulrike Banniza
Ulrike Banniza von Bazan (* 18. April 1966 in Siegen) ist eine deutsche Juristin. Sie ist seit 2008 Richterin am Bundesfinanzhof, seit März 2022 Vorsitzende Richterin.

## Leben
Banniza studierte nach dem Abitur Rechtswissenschaft an der Universität Heidelberg und legte dort die erste juristische Staatsprüfung ab. Anschließend studierte sie an der Cornell University in den Vereinigten Staaten und schloss 1992 mit dem Master of Laws ab. Nach einer Tätigkeit als wissenschaftliche Mitarbeiterin am Institut für internationales Wirtschaftsrecht der Universität Münster (1992–1993) war sie von 1993 bis 1995 Referendarin. Im Juni 1994 wurde sie in Münster zum Doktor der Rechte promoviert. Im Mai 1995 legte sie die zweite juristische Staatsprüfung ab und trat in den rheinland-pfälzischen Justizdienst ein. Sie wirkte von Oktober 1995 bis Juli 1997 als Richterin beim Verwaltungsgericht Koblenz und wurde dann wissenschaftliche Mitarbeiterin am Bundesverfassungsgericht. Wieder in Koblenz wurde sie im Juli 1999 zur Richterin am Verwaltungsgericht ernannt. Im Oktober 2001 wurde sie an das Finanzgericht Rheinland-Pfalz in Neustadt an der Weinstraße abgeordnet. Im Jahr 2002 wurde sie dort zur Richterin ernannt. Von Januar 2003 bis August 2008 war sie Präsidialrichterin des Finanzgerichts. Seit dem 14. August 2008 ist sie Richterin am Bundesfinanzhof. Mit der Ernennung zur Vorsitzenden Richterin am 1. März 2022 übernahm sie den Vorsitz des IV. Senats.

## Veröffentlichung
- Ulrike Banniza von Bazan: Der Gerichtsstand des Sachzusammenhangs im EuGVÜ, dem Lugano-Abkommen und im deutschen Recht (= Europäische Hochschulschriften. Reihe 2: Rechtswissenschaft, Band 1839). Lang, Frankfurt am Main [u. a.] 1995; zugleich: Dissertation, Universität Münster (Westfalen), 1994